# Desná I
Desná I je část města Desné v okrese Jablonec nad Nisou a zároveň jedno z jejích tří katastrálních území o rozloze 2,15 km². Nachází se na severozápadě Desné. Kromě vlastní Desné k němu patří ještě osada Sovín (Eule). Je zde evidováno 385 adres. Trvale zde žije 1146 obyvatel.
Před rokem 1949 byla Desná tvořena pouze tímto katastrálním územím , které se tehdy nazývalo jen Desná (Dessendorf). Jedná se tedy o jádro dnešního města.